# Paul-Émile Mangeant
Paul-Émile Mangeant, né à Paris le 12 décembre 1858 et mort à Versailles le 26 octobre 1938, est un peintre français.

## Biographie et carrière
François Antoine Paul-Émile Mangeant appartient à une famille d'artistes. Il est le fils de François Adolphe Mangeant (Dreux, 1829 - Versailles, 1880) et de Marie Antonia Joséphine Étex (Paris, 1835 - Versailles, 1908). Son père, architecte, est originaire d'une famille normande proche d'Honfleur. Sa mère est la fille du sculpteur Antoine Étex (Paris, 1808 - Chaville, 1888) et la nièce du peintre Louis-Jules Étex (Paris, 1810 - Paris, 1889). Paul-Émile Mangeant a vécu l'essentiel de sa vie à Versailles, avenue de Paris, dans la maison construite par son père à la fin des années 1860.
Élève de l’École Nationale des Beaux-Arts de Paris dans la section de peinture (1877-1878), il est l'élève de Jean-Léon Gérôme (1824-1904). Il expose régulièrement au Salon des artistes français à partir de 1880, puis à la Société nationale des Beaux-Arts, depuis sa fondation en 1890 et au moins jusqu'en 1914.
En 1886, il devient membre de la Commission des antiquités et des arts du département de Seine-et-Oise, avant d'en assurer le secrétariat de 1909 à son décès en succédant à son beau-père, Adolphe Dutilleux (Meaux, 1829 - Versailles, 1916). Il en épouse la fille, Marguerite Isabelle Gabrielle Dutilleux (Ailly-sur-Somme, 1867 - Versailles, 1957) en 1888, et ils deviennent les parents d'une fille unique, Marie Emma Lucie Mangeant (Versailles, 1889 - Versailles, 1966).
L'intérêt de Paul-Émile Mangeant pour le patrimoine et la vie artistique se manifeste encore par les fonctions de secrétaire qu'il occupe à la Société des Amis des Arts de Seine-et-Oise et au Comité des Sites et Monuments Pittoresques de Seine-et-Oise (1910).
Cet engagement au service du patrimoine versaillais et de la vie locale trouve son prolongement dans les trois mandats de conseiller municipal qu'il occupe de 1919 à 1935. Il siège ainsi au sein de la commission de « l’histoire de Versailles et de dénomination des rues ».
Il enseigne le dessin à l'École d'Horticulture de Versailles de 1886 à 1919 et au lycée Sainte-Geneviève de Versailles. À partir de la fin des années 1910 et jusqu'aux années 1930, il remplit diverses fonctions à la Manufacture et au Musée de Sèvres, en rapport avec les archives, la bibliothèque et les collections.

## Œuvre
L’œuvre pictural de Paul-Émile Mangeant s'étend sur près d'un demi-siècle, des années 1880 aux années 1930. Parallèlement aux Salons des artistes français et à ceux de la Société nationale des Beaux-Arts, il participe à de nombreuses expositions, salons, comme celui de la Société des amis des arts de Seine-et-Oise, ou galeries, comme celle de Boutet de Monvel, en Île-de-France et plus rarement dans les régions, par exemple à Bordeaux ou à Pau. Il se fait connaître par une toile exposée au Salon de 1882, Le retour de l'enfant prodigue, qui lui vaut les éloges de Puvis de Chavannes, dont il est considéré comme proche. Il obtient une mention honorable et le tableau est acquis par l'État.

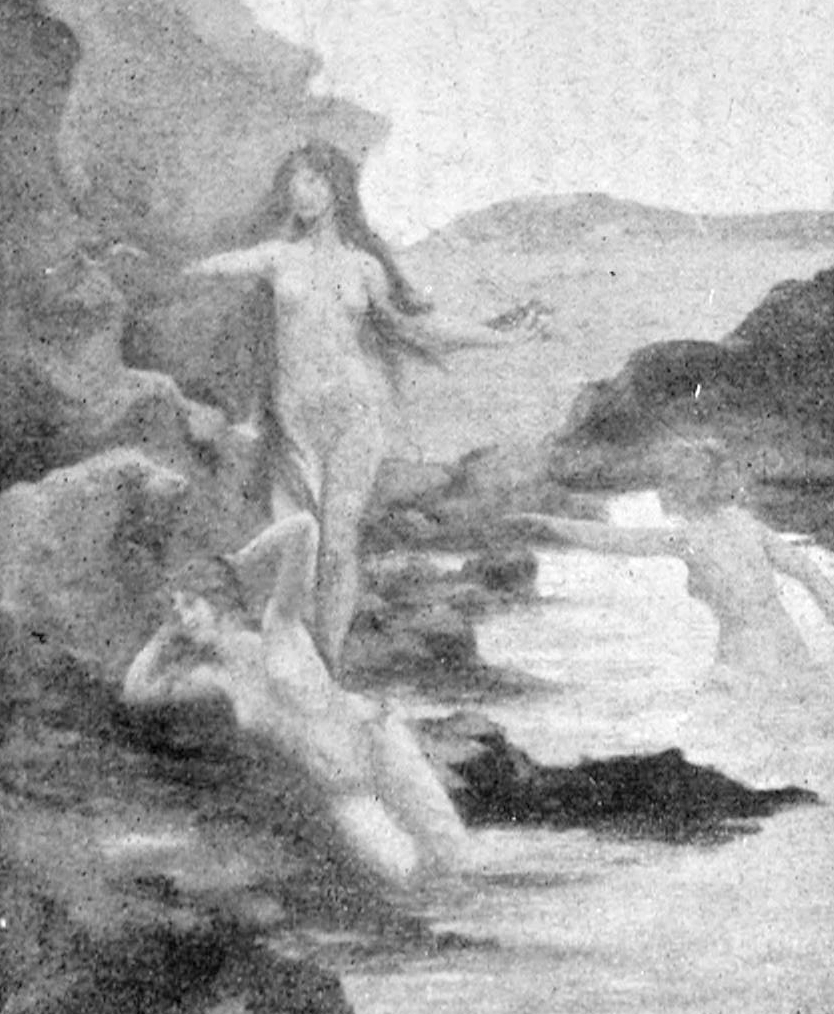
Vision d'été.

Par la suite, il peint principalement les paysages, ruraux ou urbains, qui lui sont familiers, parce qu'il y réside : Versailles et sa région, Bruges (d'où est originaire sa belle-mère) et en Bretagne, d'abord à Saint-Jacut-de-la-Mer (Côtes-d'Armor), puis à La Trinité-sur-Mer, dans le Morbihan, où il fait construire une résidence secondaire dans laquelle il passe l'été à partir du milieu des années 1920. Un autre thème de ses peintures porte sur le nu féminin, soit dans leurs intérieurs ou dans un site bucolique. De manière quelque peu inattendue, l'une de ces représentations dénudées, Vision d'été, lui a valu, avec les toiles de deux autres artistes, l'opprobre de la chaîne américaine conservatrice Fox News, considérant leur contenu « pornographique et pédophile » et dénonçant leur présence sur Wikipedia,. Paul-Émile Mangeant est aussi l'auteur de quatre tableaux Esquisse pour le bureau du préfet à l'Hôtel de Ville de Paris qui rappellent des épisodes du siège de Paris en 1870.
Une particularité des toiles est leur encadrement en bois ou en bronze et fréquemment sculpté, technique décorative qu'il semble être un des premiers à mettre en œuvre, au moins depuis les années 1890. C'est le cas, par exemple, de Vision d'été, déjà cité, ou encore du diptyque À la mémoire de Puvis de Chavannes et du triptyque La vérité.
Par ailleurs, Paul-Émile Mangeant est un artiste décorateur qui expose très régulièrement des bijoux et des parures à partir de 1899, comme « une vitrine de sa composition, en érable d’Amérique et palissandre, contenant une série de ravissants bijoux en argent repoussé, agrémentés de pierres précieuses ou autres ornements » présentée au Salon de la Société nationale des Beaux-Arts de 1901. Il participe fidèlement au Salon des artistes décorateurs à Paris, à des expositions dans les galeries, en France et à l'étranger, comme à Copenhague (1909) et Gand (1913). Les critiques louent unanimement la qualité et l'originalité de son travail.
Ses dessins illustrent fréquemment les revues liées au patrimoine de Versailles et du département de Seine-et-Oise, comme Versailles illustré, la Revue de l’histoire de Versailles et de Seine-et-Oise, le Bulletin de la Commission départementale des arts et des antiquités de Seine-et-Oise, l’Album Archéologique et Monumental du Département de Seine-et-Oise, mais aussi la Revue illustrée.
Il publie quelques notices dans les mêmes revues, portant sur des sites ou des monuments remarquables, ainsi que la Manufacture de Sèvres. Il est l'auteur de deux articles, l'un « Sur une statuette de Voltaire par Jean Houdon »,, l'autre, une monographie sur « Antoine Étex peintre, sculpteur et architecte 1808-1888 »,, son grand-père.

## Œuvres conservées dans les collections publiques
- Decize, mairie (collection du Centre national des arts plastiques) : Le miroir, 1913
- Paris :
  - Petit Palais, musée des Beaux-Arts de la Ville de Paris :
    - Esquisse pour le bureau du préfet à l'Hôtel de Ville de Paris (épisodes du siège de Paris en 1870) :
      - Le bombardement de Paris - La queue devant une boucherie municipale
      - L'arrivée d'un pigeon voyageur - Les soins aux blessés
      - Le transport des blessés à l'ambulance - Le départ de l'Armand Barbès
      - Fluctuat Nec Mergitur, 1889

  - Ministère des Outre-mer (collection du Centre national des arts plastiques) : Parterre, château de Versailles, 1905 (?)
- Versailles, musée Lambinet :
  - À la mémoire de Puvis de Chavannes, 1899
  - Paysage de bord de mer avec femme au premier plan, 1901
  - Portrait de femme et ses enfants, 1902
  - La mort de Lamennais (1782-1854), 1906
  - L’École Sainte-Geneviève. La façade vue du jardin, 1934
  - Cour du lycée Hoche ou Versailles, le lycée Hoche, 1934-1935
- Brighton and Hove, Brighton and Hove Museums and Art Galleries : Jeune fille française, 1902

## Galerie

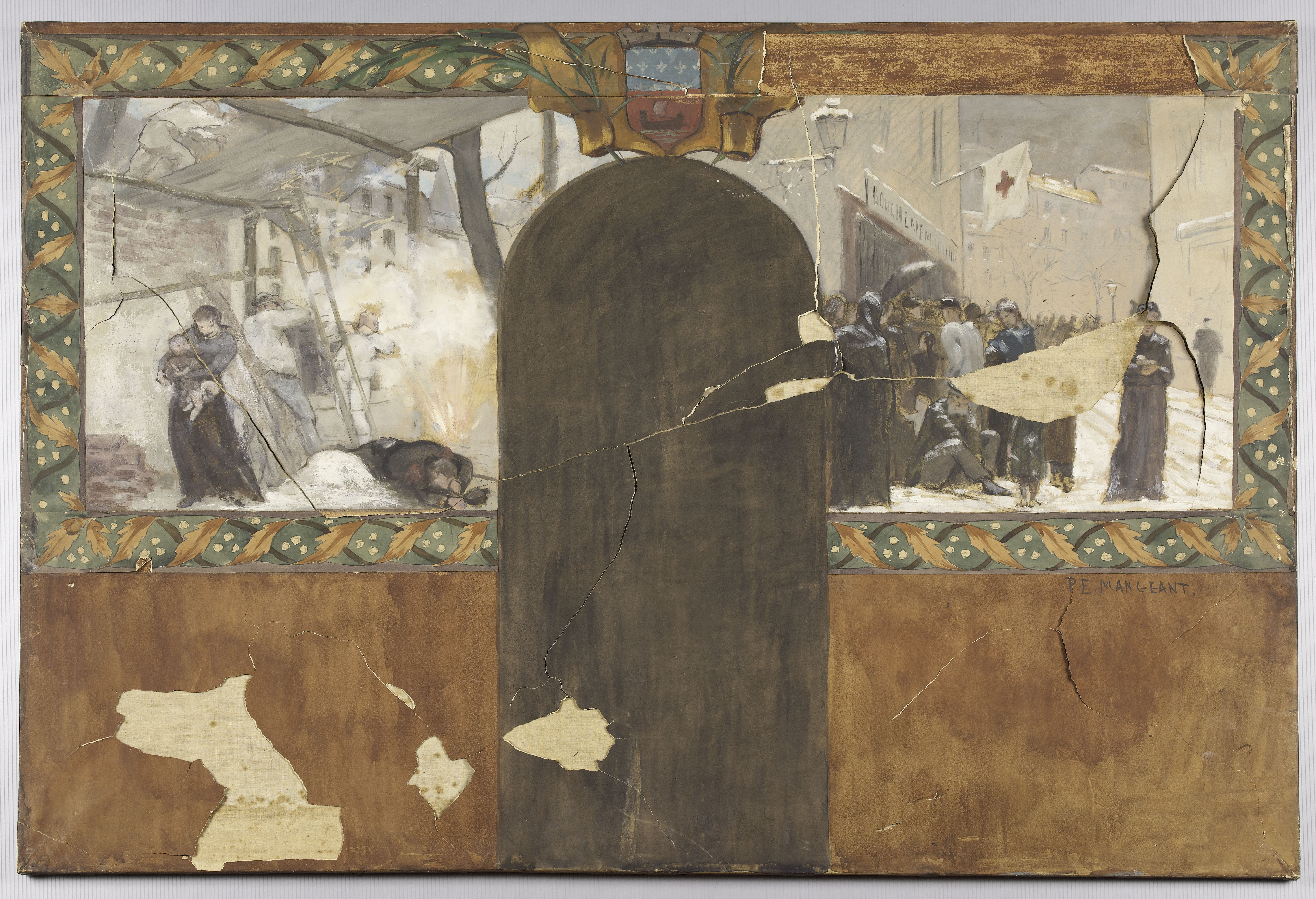
Esquisse pour le cabinet du préfet à l'Hôtel de Ville de Paris, Le bombardement de Paris - La queue, 1889, Paris, musée des Beaux-Arts de la ville de Paris.
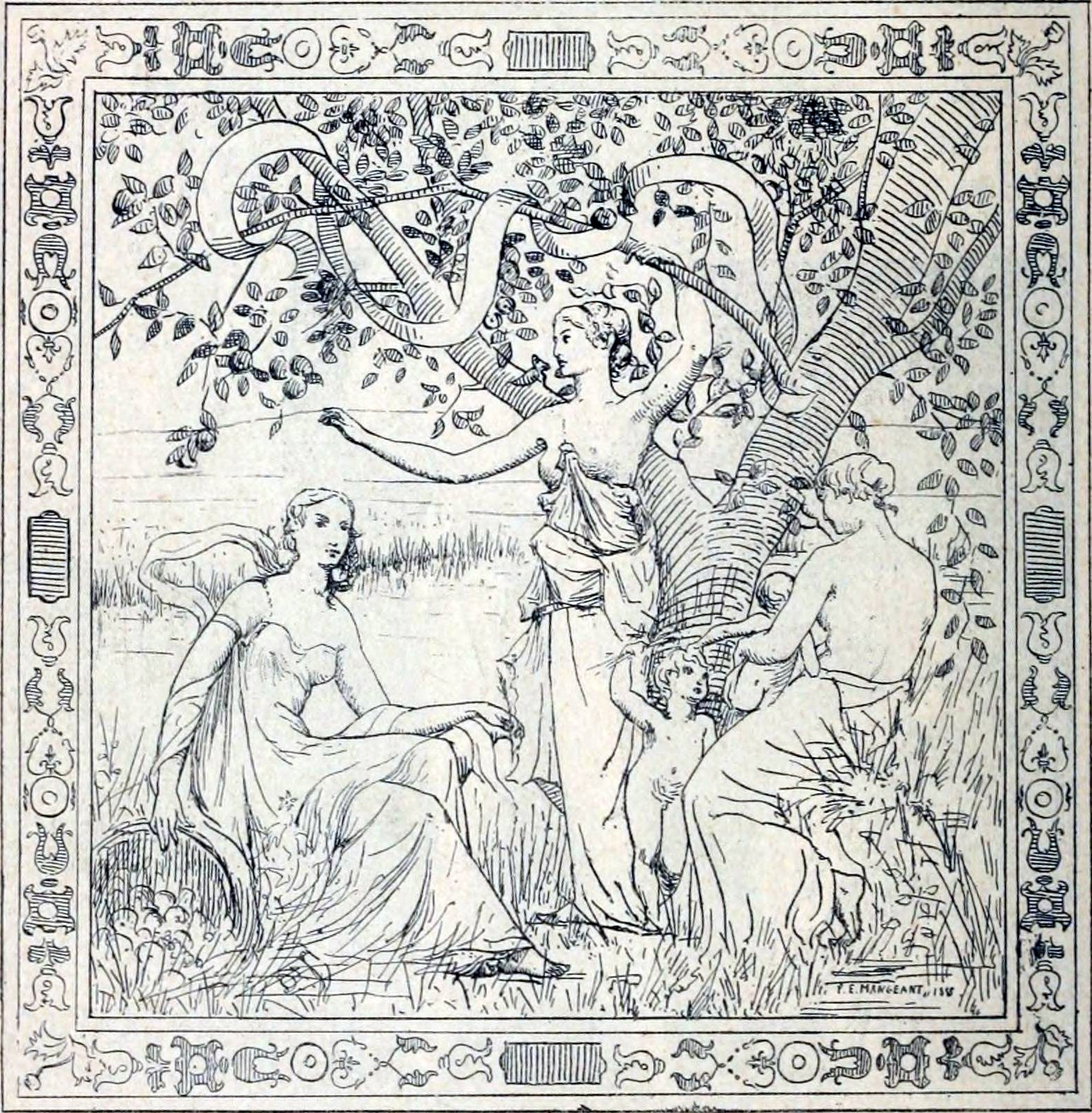
Abondance, 1895 (panneau décoratif). Salon des artistes français.
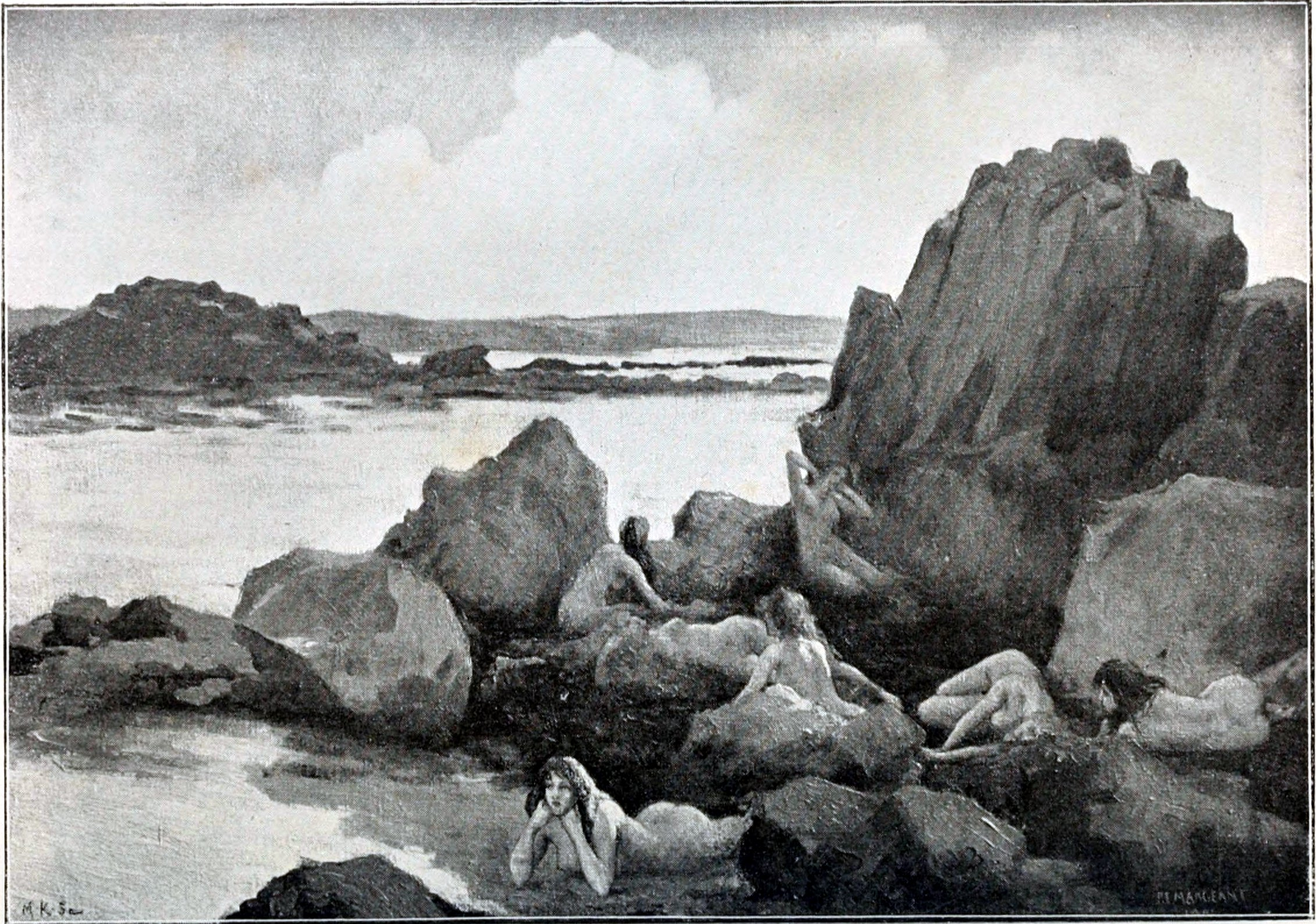
Océanides, 1901. Salon de la Société nationale des Beaux-Arts.
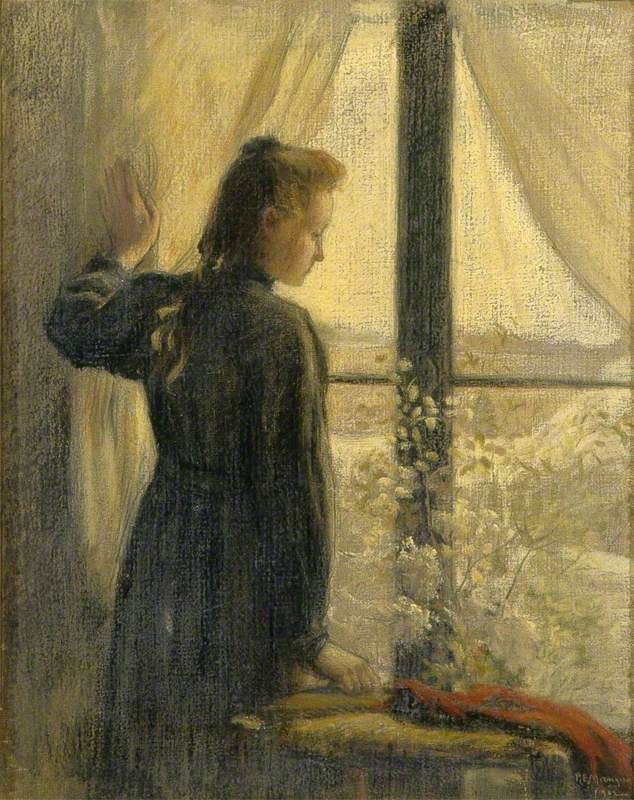
Jeune fille française, 1902. Brighton, Brighton and Hove Museums and Art Galleries.
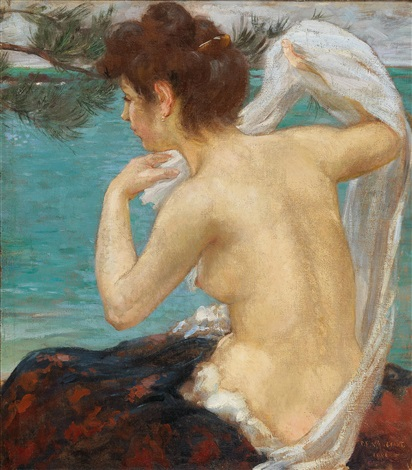
Femme nue de dos, avec la mer en arrière-plan, 1906. Vente aux enchères, 2016.
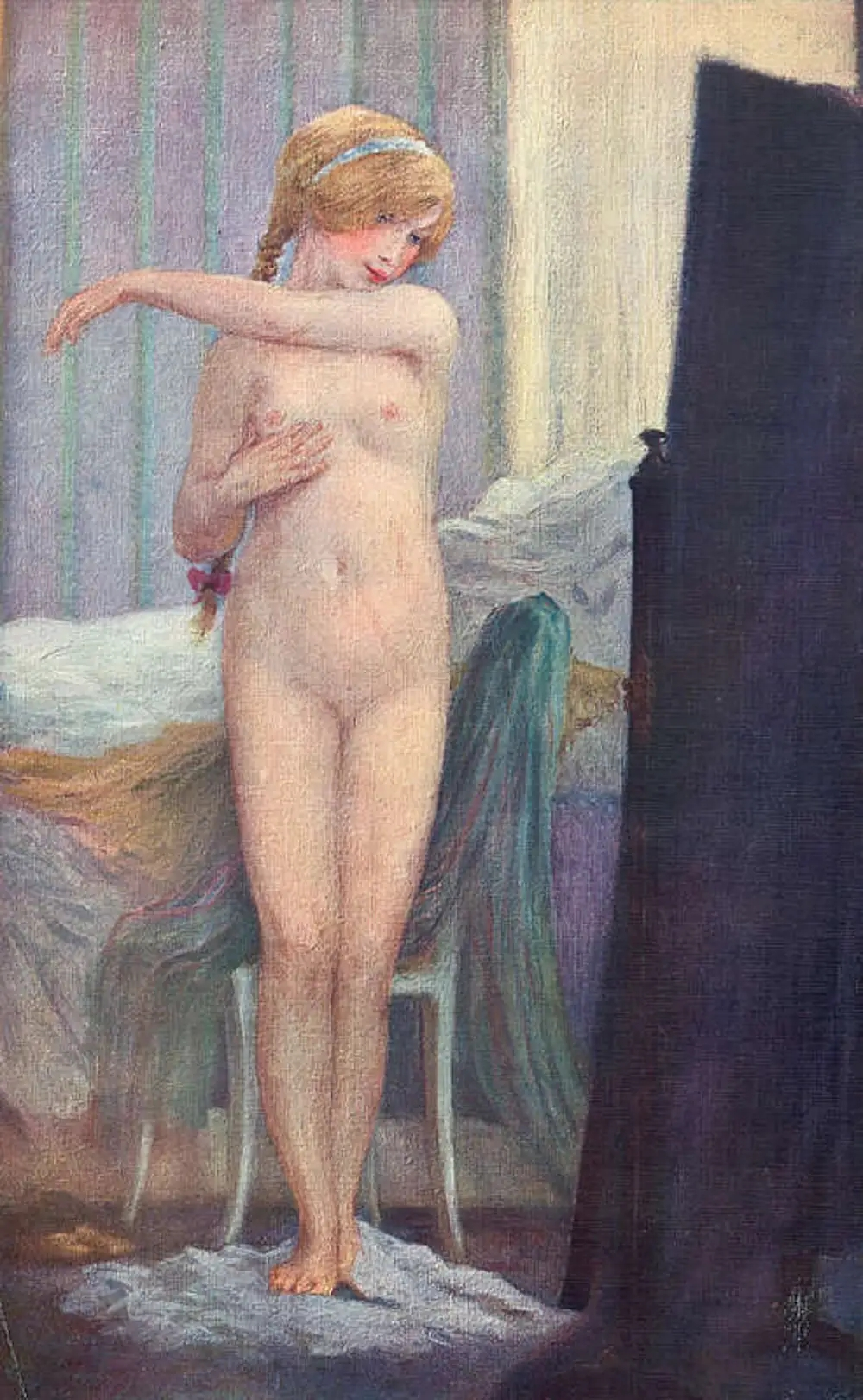
La blanche Aline, 1912. Salon de la Société Nationale des Beaux-Arts.